# المعهد التكنولوجي في دغندورف
معهد في دغندورف للتكنولوجيا،(بالألمانية: Technische Hochschule Deggendorf) تأسس في عام 1994، كمعهد بحثي (جامعة تقنية (Technische Hochschule)) في بافاريا السفلى في ألمانيا. بالإضافة إلى تقديمه لبرامج البكالوريوس والدراسات العليا، يقدم معهد دغندورف للتكنولوجيا برامج الدكتوراه بالتعاون مع جامعة تشارلز ستورت.

## المرافق

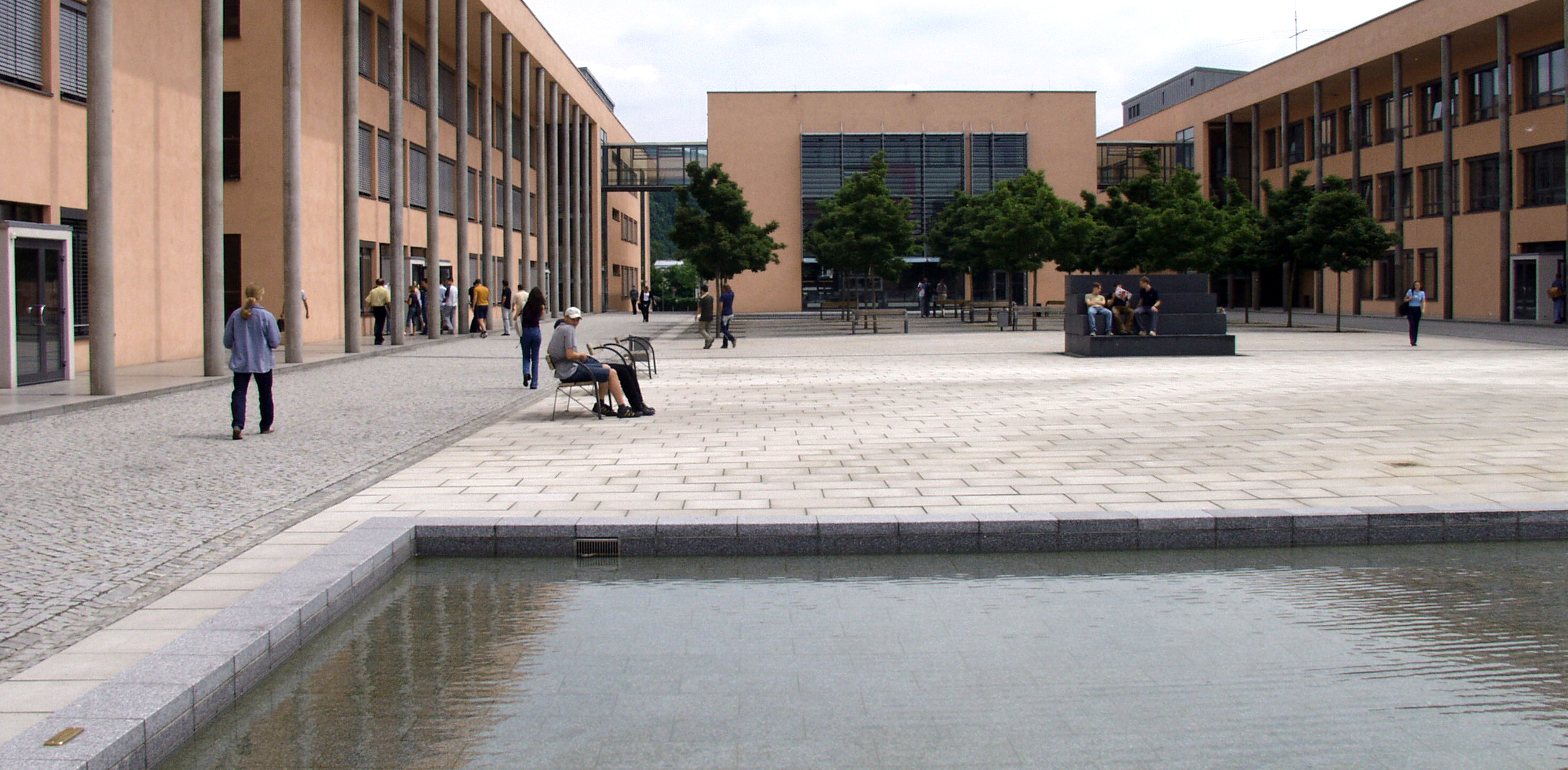
حرم جامعة دغندورف للعلوم التطبيقية

يوفر معهد دغندورف للتكنولوجيا مرافق للطلاب، وتشمل هذه:
- المركز الوظيفي
- مكتب دولي
- مركز اللغة
- مكتبة
- مرافق الكمبيوتر
- شؤون الطلاب
- رياضة جامعية
- حضانة رعاية الأطفال
- برامج التبادل الثقافي

ويوفر المكتب الدولي الإرشاد والاستشارة لكل من الطلاب الألمان والأجانب.
يقوم مركز اللغة بتعليم الطلاب القدرة الشفوية بالإضافة إلى مهارات الاستيعاب السمعي. وتُقدم اللغة الألمانية في مقرر اللغة الأجنبية إلى جانب الفرنسية والإسبانية والبرتغالية والتشيكية والروسية والإنجليزية.

## روابط خارجية
- موقع معهد ديجيندورف للتكنولوجيا